# Bulgarije op het Eurovisiesongfestival 2005
Bulgarije deed mee aan het Eurovisiesongfestival 2005 in Kiev. Het was de eerste deelname van het land op het Eurovisiesongfestival. BNT was verantwoordelijk voor de Bulgaarse bijdrage voor de editie van 2010.

## Nationale finale
De nationale finale werd gehouden op 12 februari 2005 in de Grand Concert Hall. 
In totaal deden 12 liedjes mee aan deze finale en de winnaar werd gekozen door televoting.
| Volgorde | Lied                       | Artiest                                                | Punten | Plaats |
| -------- | -------------------------- | ------------------------------------------------------ | ------ | ------ |
| 1        | "Lorraine"                 | Kaffe                                                  | 52,83% | 1ste   |
| 2        | "Az znam"                  | Vasil Naidenov, Roberta, Mariana Popova, Orlin Goranov | 2,58%  | 5de    |
| 3        | "Ako ima rai"              | Grafa                                                  | 5,11%  | 3de    |
| 4        | "Edinstveni"               | Slavi Trifonov & Sofi Marinova                         | 28,33% | 2de    |
| 5        | "Vsichki drehi mi prechat" | Ivan Georgiev-Ustata                                   | 2,12%  | 6de    |
| 6        | "Taodos"                   | Stoian Roianov                                         | 2,85%  | 4de    |
| 7        | "My Love"                  | Aija                                                   | 0,37%  | 11de   |
| 8        | "The Dance of the World"   | Deep Zone Project                                      | 0,31%  | 12de   |
| 9        | "Bitter Sweet"             | Duet Mania                                             | 0,69%  | 10de   |
| 10       | "Molitva"                  | Kali                                                   | 2,02%  | 7de    |
| 11       | "What I Want"              | Gravity Co                                             | 1,73%  | 8ste   |
| 12       | "Otkriy me sega"           | Melody                                                 | 1,16%  | 9de    |

## In Kiev
In Oekraïne nam Bulgarije deel aan de halve finale als 21ste net na Kroatië en Ierland. Op het einde van de avond bleek dat men niet naar de finale mocht, en later bleek dat men op een 19de plaats was geëindigd met 49 punten.
België en Nederland hadden geen punten over voor deze inzending.

### Gekregen punten

#### Halve Finale
| 12 punten | 10 punten | 8 punten          | 7 punten                 | 6 punten                                       |
| --------- | --------- | ----------------- | ------------------------ | ---------------------------------------------- |
|           | - Cyprus  | - Noord-Macedonië | - Griekenland - Moldavië | - Spanje                                       |
| 5 punten  | 4 punten  | 3 punten          | 2 punten                 | 1 punt                                         |
| - Turkije | - Albanië |                   |                          | - Bosnië en Herzegovina - Servië en Montenegro |

### Punten gegeven door Bulgarije

#### Halve finale
Punten gegeven in de halve finale:
| 12 punten | Wit-Rusland     |
| 10 punten | Noord-Macedonië |
| 8 punten  | Kroatië         |
| 7 punten  | Hongarije       |
| 6 punten  | Moldavië        |
| 5 punten  | Roemenië        |
| 4 punten  | Israël          |
| 3 punten  | Zwitserland     |
| 2 punten  | Noorwegen       |
| 1 punt    | Ierland         |

#### Finale
Punten gegeven in de finale:
| 12 punten | Griekenland          |
| 10 punten | Cyprus               |
| 8 punten  | Roemenië             |
| 7 punten  | Noord-Macedonië      |
| 6 punten  | Moldavië             |
| 5 punten  | Hongarije            |
| 4 punten  | Servië en Montenegro |
| 3 punten  | Turkije              |
| 2 punten  | Kroatië              |
| 1 punt    | Noorwegen            |

2005 · 2006 · 2007 · 2008 · 2009 · 2010 · 2011 · 2012 · 2013 · 2014-2015 · 2016 · 2017 · 2018 · 2019-2020 · 2021 · 2022 · 2023-2025